# کارل هرمان فلاش

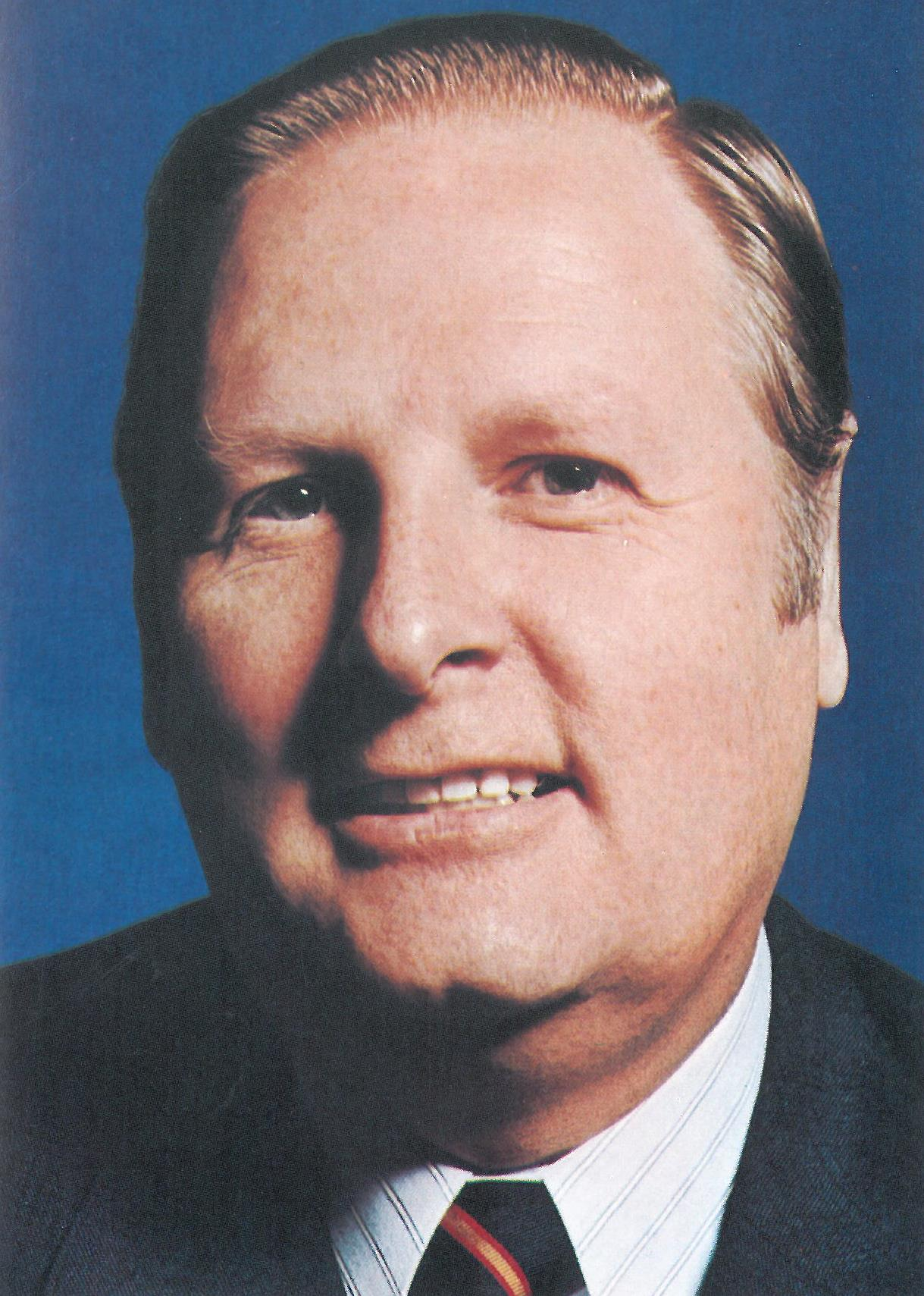

کارل هرمان فلاش (آلمانی: Karl-Hermann Flach) (زاده ۱۷ اکتبر ۱۹۲۹ میلادی – ۲۵ اوت ۱۹۷۳ میلادی) یک سیاست‌مدار اهل آلمان بود.